# Mocne uderzenie (film 1966)
Mocne uderzenie – polska komedia muzyczna z 1966 roku w reżyserii Jerzego Passendorfera.
Plenery: Warszawa, m.in. Stare Miasto i Sady Żoliborskie.

## Fabuła
Właśnie ma się odbyć ślub Kuby i Majki. Rodzina i goście czekają przed Urzędem Stanu Cywilnego. Nagle zjawia się tam młoda dziewczyna o imieniu Lola, która wyzywa Kubę od bigamistów i policzkuje go. Policzkuje go również panna młoda, odwołuje ceremonię i odjeżdża. Niebawem okazuje się, że Lola pomyliła Kubę ze swoim chłopakiem, gitarzystą Johnnym Tomalą. Kuba rozpoczyna więc poszukiwania Tomali, ponieważ Majka nie wierzy w historię z sobowtórem. Jego przyjaciel - reżyser telewizyjny Lelewicz organizuje konkurs młodych talentów i namawia go do występu, gdzie ma wcielić się w poszukiwanego przez Lolę Tomalę. Mimo że Kuba nie ma żadnych predyspozycji muzycznych, odnosi sukces na estradzie, staje się idolem młodzieży i przekonuje narzeczoną, że ma sobowtóra. Majka nagle przestaje interesować się urzędnikiem, a jej uwagę coraz bardziej przykuwa osoba gitarzysty. Kuba wiedzie podwójne życie, gdyż nie może zdradzić dziewczynie, że Tomala i on to ta sama osoba. Ostatecznie zrywa z kapryśną Majką i żeni się z kochającą go szczerze Lolą. 

## Obsada aktorska
- Jerzy Turek – Kuba/Johnny Tomala
- Magdalena Zawadzka – Lola
- Irena Szczurowska – Majka, narzeczona Kuby
- Maria Chmurkowska – matka Majki
- Wieńczysław Gliński – reżyser telewizyjny Lelewicz, przyjaciel Kuby
- Wiesław Michnikowski – kompozytor Henio
- Aleksander Dzwonkowski – ojciec Majki
- Wojciech Rajewski – strażak
- Zofia Perczyńska

## Muzyka
Komedia pomyłek w reżyserii Jerzego Passendorfera, utrzymana jest w rock 'n' rollowym rytmie. Oprawę muzyczną filmu Mocne uderzenie stanowią głównie utwory zespołów z ówczesnej czołówki polskiego bigbitu, tj. Skaldowie i Niebiesko-Czarni: Nie chcę odejść, Jutro odnajdę ciebie, Każdemu wolno śpiewać, Mocne uderzenie, Nie pukaj do moich drzwi, Piosenka w kolorach, Barwy piosenki, Ach.